# Nagyér
Nagyér község Csongrád-Csanád vármegye Makói járásában.

## Fekvése
A dél-alföldi régióban, Csongrád-Csanád vármegye délkeleti részén, a megyehatár mellett található, Makótól 30, Orosházától 28 kilométerre. Északi szomszédja Tótkomlós, de nyugat és kelet felől is a városhoz tartozó területek veszik körül; déli szomszédja Ambrózfalva, illetve délkelet felől, egy ponton érintkezik a területe Mezőhegyesével is.

### Megközelítése
A településen észak-déli irányban végighalad a Tótkomlóstól Pitvarosig, majd onnan Makó-Rákosig húzódó 4426-os út, ezen érhető el mindkét végponti település irányából. Az M43-as autópálya legközelebbi csomópontja Csanádpalota-Kövegy között található, mintegy 15 kilométerre, onnan a 4451-es, 4434-es, majd a 4426-os úton érhető el a község.
Vonattal a MÁV 121-es számú Mezőtúr–Orosháza–Mezőhegyes–Battonya-vasútvonalán közelíthető meg a település. Nagyér megállóhely a vonal állomásainak viszonylatában Tótkomlós vasútállomás és Ambrózfalva megállóhely között található; fizikailag a község délkeleti peremén helyezkedik el, közúti elérését a 44 327-es számú mellékút teszi lehetővé.

## Története
Nagyér 1973. április 14-éig volt önálló. 1990 októberig Csanádalberti, Pitvaros és Ambrózfalva községekkel közös tanácsba tartozott. 1992. január 1. óta újra önálló település. 1993-ban lakosainak száma 645 fő volt, népességének 42 százaléka volt 30 év alatti.

### A nagyéri zsidók története
Nagyér dohánykertész községet 1843-ban alapították meg. Itt, és a környékbeli községekben, Tótkomlóson, Albertin és Ambrózon zsidók csak 1848 után telepedhettek le.
Az első nagyéri (nagymajláthi) zsidó, a Makóról származó Grosz Bernát az 1850-es évek legelején telepedett le a községben. Gabona és vegyeskereskedést nyitott. Az 1857-es népszámlálásban egy zsidó családot jelölnek 9 fővel. Később, az 1870-es években Tótkomlósra költöztek. Utódjuk a Brüll család lett, akinek Tótkomlóson, Nagyéren, Albertin és Ambrózon is volt üzletük.
Nagyéren nem éltek állandóan zsidók. Az 1930-as években két kereskedő család élt itt, akik az 1940-es évek elején elköltöztek innen.

## Közélete

### Polgármesterei
- 1990–1994: Kotormán Imre (független)[4]
- 1994–1998: Lőrincz Tibor (független)[5]
- 1998–2002: Lőrincz Tibor (független)[6]
- 2002–2006: Lőrincz Tibor (független)[7]
- 2006–2010: Lőrincz Tibor (független)[8]
- 2010–2014: Lőrincz Tibor (független)[9]
- 2014–2019: Lőrincz Tibor (független)[10]
- 2019–2024: Lőrincz Tibor (független)[11]
- 2024– : Lőrincz Tibor (független)[1]

## Népesség
| Lakosok száma | 529  | 512  | 527  | 477  | 463  | 481  | 462  |
|               | 2013 | 2014 | 2017 | 2021 | 2022 | 2023 | 2024 |

2001-ben a település lakosságának 99%-a magyar, 1%-a egyéb nemzetiségűnek vallotta magát.
A 2011-es népszámlálás során a lakosok 95%-a magyarnak, 0,2% bolgárnak, 0,4% cigánynak, 0,2% örménynek, 1,2% románnak, 1,4% szlováknak mondta magát (5% nem nyilatkozott; a kettős identitások miatt a végösszeg nagyobb lehet 100%-nál). A vallási megoszlás a következő volt: római katolikus 8,7%, református 14,4%, evangélikus 2,5%, görögkatolikus 0,2%, felekezeten kívüli 46% (15,7% nem nyilatkozott).
2022-ben a lakosság 88,3%-a vallotta magát magyarnak, 0,9% németnek, 0,6% szlováknak, 0,2% románnak, 1,1% egyéb, nem hazai nemzetiségűnek (11,4% nem nyilatkozott; a kettős identitások miatt a végösszeg nagyobb lehet 100%-nál). Vallásuk szerint 11% volt református, 7,3% római katolikus, 2,4% evangélikus, 0,4% görög katolikus, 0,2% ortodox, 16,2% egyéb keresztény, 0,9% egyéb katolikus, 30% felekezeten kívüli (31,1% nem válaszolt).